# Монастир Святої Анни (Хорватія)
Монастир Святої Анни (серб. Манастир Света Ана) — монастир Сербської православної церкви поблизу міста Дарувар у Західній Славонії на території сучасної Хорватії.

## Історія
Будівництво монастиря святої Анни розпочали ченці монастиря Пакра в 1730 році після звільнення цих країв від турецьких військ. У роботі їм допомагали жителі навколишніх сіл. 25 липня 1742 року монастир був освячений у присутності єпископа монастиря Никифора (Стефановича).
У 1743 році місцеве сербське населення підняло повстання проти австрійських властей. Серби вимагали включити їх області до складу Вараждінського генералату Військової границі, натомість обіцяючи сформувати підрозділ чисельністю у 900 піхотинців і 100 вершників. Вимоги повстанців залишилися без відповіді, проте влада рушили на них армією, яка змогла придушити повстання. Багато протестуючих було страчено, в тому числі й кілька ченців та священиків монастиря Святої Анни.
Через деякий час почалося оновлення монастиря, однак в першій половині 1770-тих років указом влади його приєднали до монастиря Пакри. Незважаючи на це, до 1792 року ченці продовжували жити в монастирі, після чого австрійське військо прогнало їх, а монастир спалило. У 1861 році була відновлена монастирська церква в готичному стилі, яка збереглася й досі.